# Limnophila (Limnophila) brunneistigma
Limnophila (Limnophila) brunneistigma is een tweevleugelige uit de familie steltmuggen (Limoniidae). De soort komt voor in het Australaziatisch gebied.